# Ruizterania
Ruizterania  es un género de plantas con flor de la familia  Vochysiaceae. Comprende 9 especies.

## Especies aceptadas
A continuación se brinda un listado de las especies del género Ruizterania aceptadas hasta octubre de 2011, ordenadas alfabéticamente. Para cada una se indica el nombre binomial seguido del autor, abreviado según las convenciones y usos.
- Ruizterania belemnensis (Stafleu) Marc.-Berti
- Ruizterania cassiquiarensis (Spruce ex Warm.) Marc.-Berti
- Ruizterania esmeraldae (Standl.) Marc.-Berti
- Ruizterania ferruginea (Steyerm.) Marc.-Berti
- Ruizterania obtusata (Briq.) Marc.-Berti
- Ruizterania retusa (Spruce ex Warm.) Marc.-Berti
- Ruizterania rigida (Stafleu) Marc.-Berti
- Ruizterania trichanthera (Spruce ex Warm.) Marc.-Berti
- Ruizterania urceolata (Stafleu) Marc.-Berti